# Yūki Tsunoda
Yūki Tsunoda (角田 裕毅?, Tsunoda Yūki; Sagamihara, 11 maggio 2000) è un pilota automobilistico giapponese, attivo in Formula 1 con la Red Bull.
In carriera ha vinto la Formula 4 giapponese nel 2018 ed ha chiuso al terzo nel Campionato di Formula 2 2020.

## Carriera

### Esordi
Tsunoda iniziò la sua carriera professionistica nel karting nel 2010, quando prese parte al campionato JAF Junior Karting; nel 2014 passò al campionato nazionale.
Nel 2016 Tsunoda fece il suo debutto con le monoposto, prendendo parte a due gare del campionato giapponese di F4; nella gara di esordio, sul circuito di Suzuka, chiuse in seconda posizione. L'anno seguente Tsunoda partecipò al campionato completo, terminando in quarta posizione assoluta. Nel 2018 Tsunoda rimase in F4 e si aggiudicò sette vittorie e la vittoria nel campionato, in seguito alla quale entrò a far parte dei programmi per giovani piloti di Honda e Red Bull.

### Formula 3
Al termine del 2018 la Jenzer Motorsport ingaggiò Tsunoda per disputare il successivo Campionato di Formula 3. Yuki lascia così il Giappone per trasferirsi in Europa. Dopo un inizio altalenante, nella seconda metà della stagione i risultati migliorano, a Spa-Francorchamps ottiene il suo primo podio nella categoria arrivando secondo dietro a Marcus Armstrong. Nel round di Monza ottiene il terzo posto in gara uno e vince la gara due davanti a Liam Lawson e Jake Hughes. Tsunoda chiude al nono posto assoluto la sua prima stagione in Europa.
Sempre nel 2019, oltre agli impegni in Formula 3, Tsunoda avrebbe dovuto partecipare con la Motopark alla stagione inaugurale del campionato europeo Formula Masters, ma in seguito all'annullamento della competizione fu iscritto al campionato Euroformula Open. Tsunoda conquistò una vittoria e il quarto posto assoluto, pur avendo saltato due gare perché contemporaneamente impegnato nel campionato FIA Formula 3.

### Formula 2

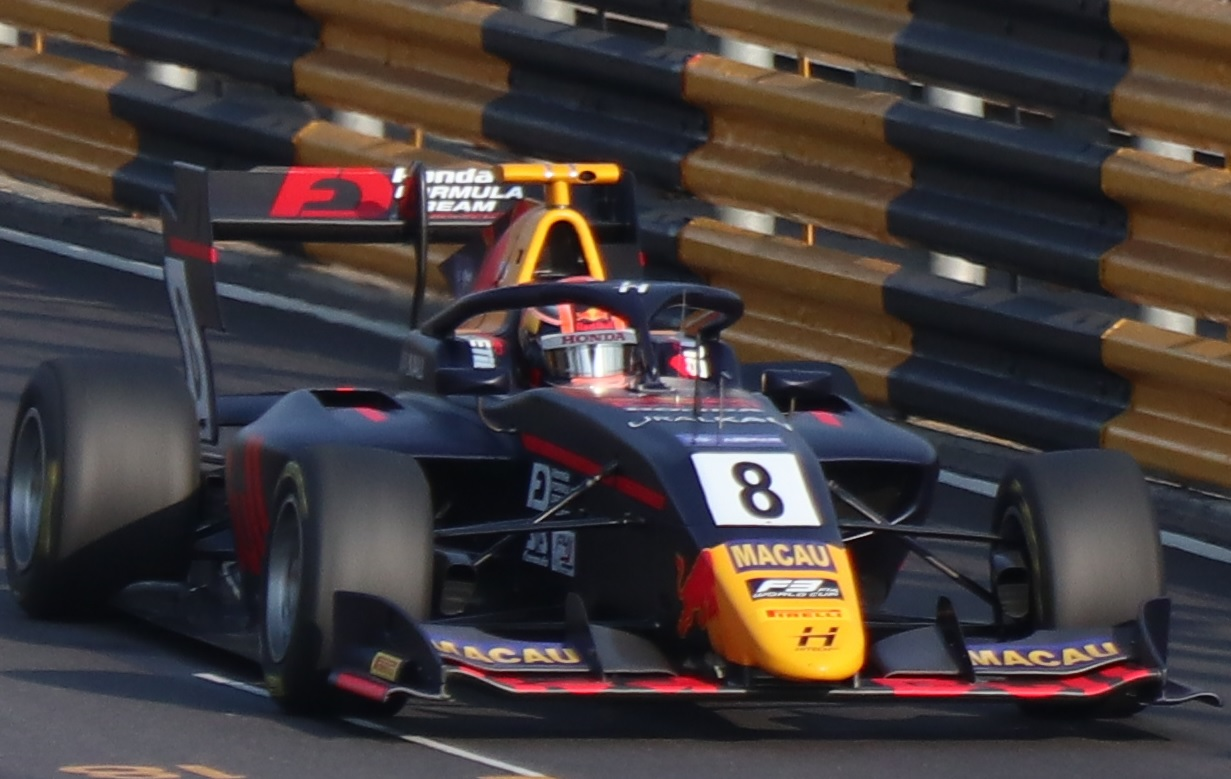
Yuki Tsunoda durante il Gran Premio di Macao 2019.

All'inizio del 2020 la Honda annunciò che Tsunoda avrebbe preso parte al campionato FIA Formula 2 con la Carlin. Nel secondo appuntamento della stagione, sul Red Bull Ring, Tsunoda conquistò la pole position e la seconda posizione in gara 1. La prima vittoria in F2 arriva nella Sprint Race di Silverstone; il pilota giapponese si ripete vincendo due Feature Race, una sul Circuito di Spa-Francorchamps 
e altra sul Circuito del Sakhir. Tsunoda chiude l'anno al terzo posto assoluto alle spalle di Mick Schumacher e Callum Ilott e vincendo il premio Anthoine Hubert, assegnato al miglior esordiente della categoria.

### Formula 1
Nel 2018 Yuki entra nel Red Bull Junior Team, il programma giovani della Red Bull Racing.
Nel dicembre 2020, Tsunoda ha la possibilità di fare i test di fine stagione dopo il Gran Premio di Abu Dhabi con la scuderia AlphaTauri.

#### AlphaTauri / Racing Bulls (2021-2024)

##### 2021
Il 16 dicembre 2020 viene ufficializzato il suo approdo ufficiale in Formula 1 con la Scuderia AlphaTauri per la stagione 2021, al posto di Daniil Kvjat. È il primo giapponese a correre nella massima serie dal 2014, ultimo anno di attività per Kamui Kobayashi. Tsunoda sceglie come numero di gara il 22, utilizzato l'ultima volta da Jenson Button nel Gran Premio di Monaco 2017.

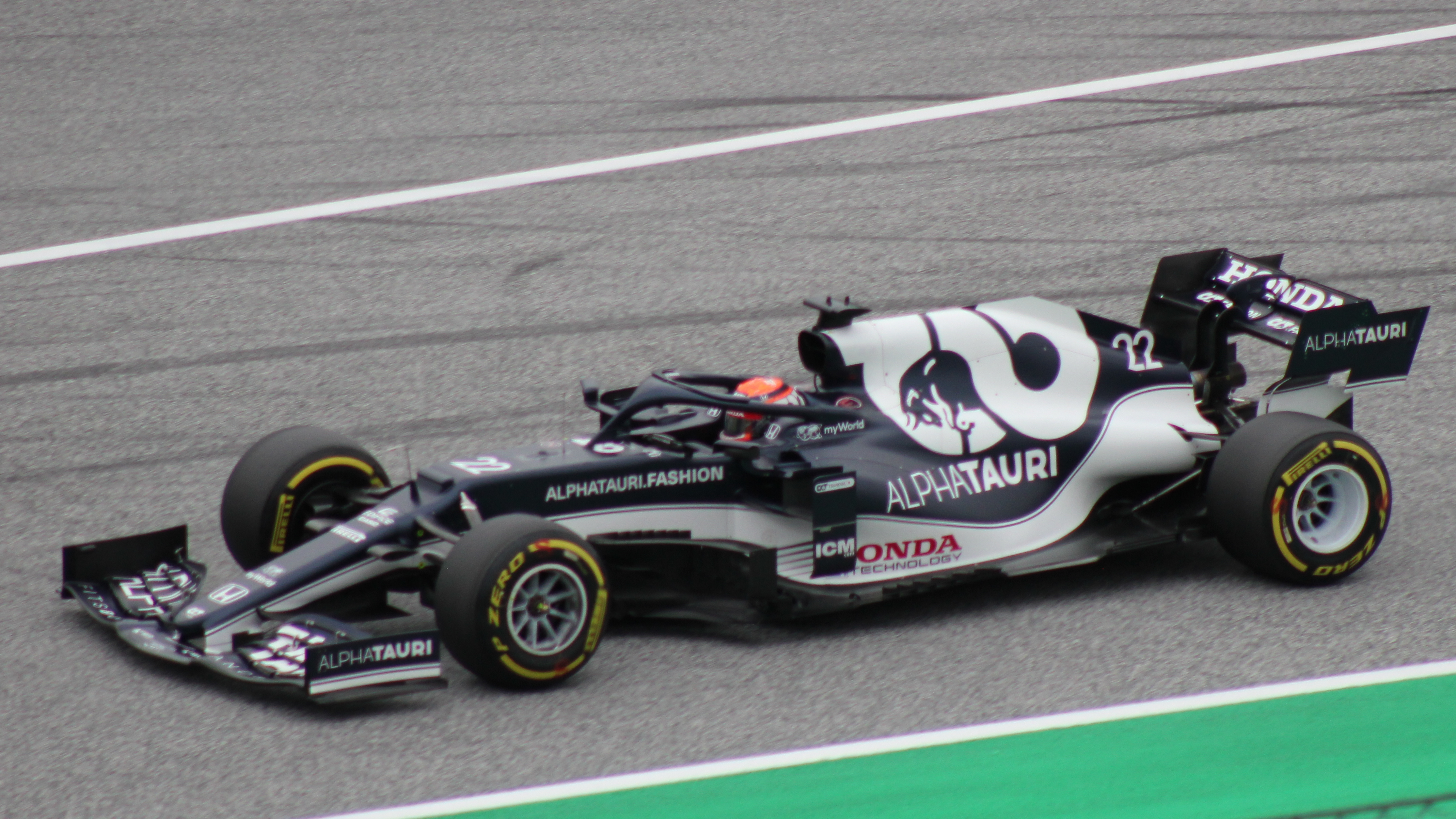
Tsunoda alla guida della AT02 al Gran Premio d'Austria 2021.

Il debutto in Formula 1 avviene nel Gran Premio del Bahrain, nel quale il giapponese conquista i suoi primi punti iridati in virtù del nono posto finale. La seconda gara si svolge a Imola, Tsunoda durante le qualifiche finisce a muro ed è costretto a partire ultimo, in gara raggiunge la dodicesima posizione.
A Portimão e poi a Barcellona non riesce a tornare a punti, finendo 15º nella prima, e venendo costretto al ritiro dopo solo sette giri nella seconda. Dopo la gara di Monaco, conclusa senza punti, Tsunoda decide di trasferirsi in Italia a Faenza per stare più vicino al dirigente della scuderia Franz Tost. Il pilota giapponese spesso è troppo aggressivo e soprattutto in qualifica fa molti incidenti, obbligandolo a partire da ultimo e non riuscire a centrare i punti. Torna a punti nel Gran premio successivo a Baku, con un settimo posto, e nel Gran Premio di Stiria, nel quale taglia il traguardo in decima posizione. Nel Gran Premio di Gran Bretagna Tsunoda ottiene un altro punto, arrivando decimo, mentre nel Gran Premio d'Ungheria ottiene il miglior piazzamento in carriera, arrivando sesto.
Il 7 settembre 2021 Tsunoda e Gasly vengono confermati per la stagione 2022 da AlphaTauri.
Nel successivo Gran Premio d'Italia la vettura del giapponese non prende il via alla gara per un problema ai freni, mentre in Turchia Tsunoda è autore di un'ottima difesa su Lewis Hamilton prima di scivolare nelle retrovie per un testacoda. Ad Austin torna in zona punti giungendo nono. Nel Gran Premio di Abu Dhabi, l'ultimo della stagione il pilota nipponico si qualifica settimo e in gara chiude ai piedi del podio, con un ottimo quarto posto. Tsunoda chiude la sua prima stagione in Formula 1 al 14º posto.

##### 2022

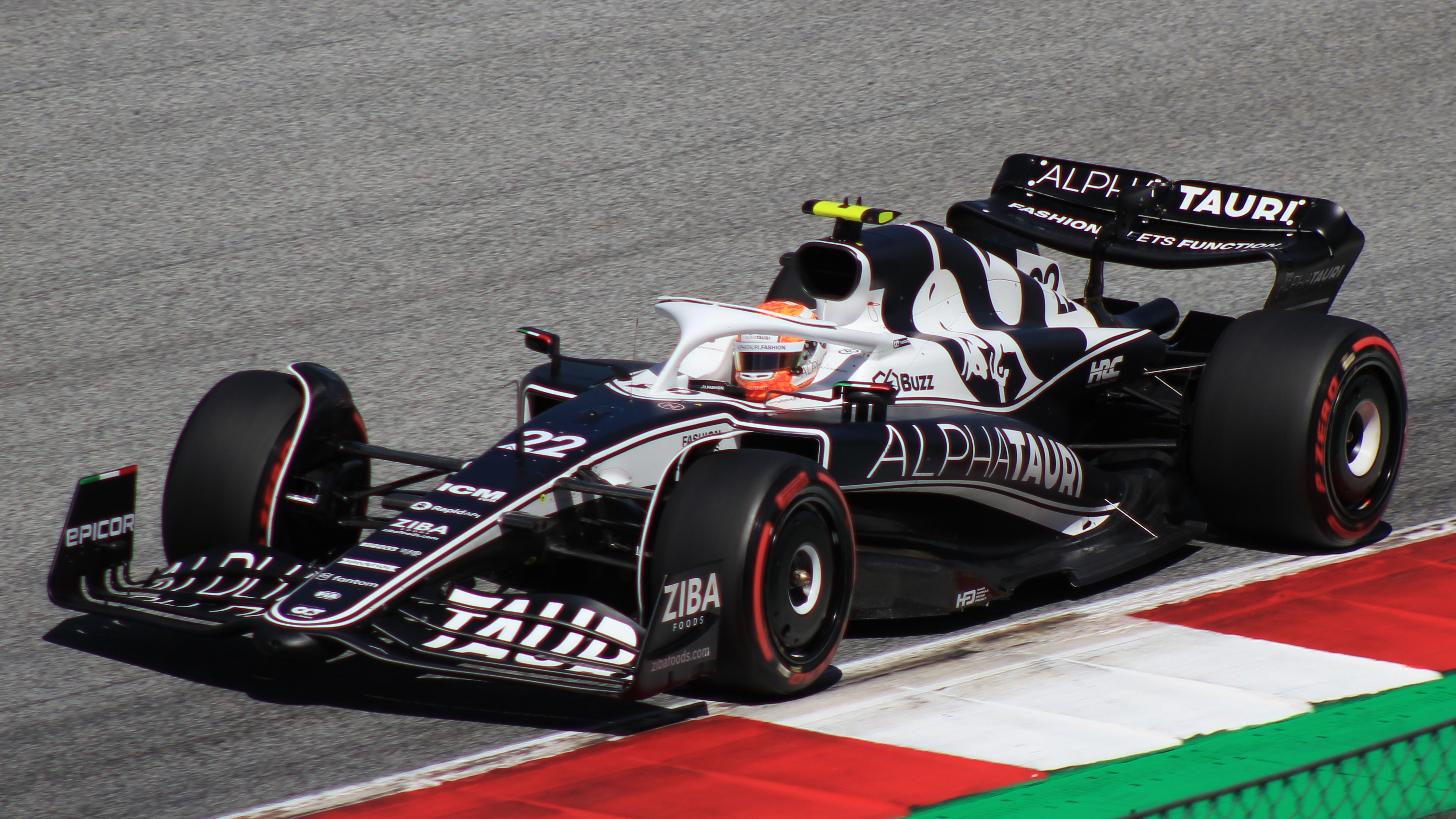
Tsunoda alla guida della AT03 al Gran Premio d'Austria 2022.

Confermato dalla AlphaTauri anche per il 2022, Tsunoda inizia bene la nuova stagione, chiudendo a punti con l'ottava posizione nel gran premio inaugurale del Bahrein. Nel secondo appuntamento di Jeddah invece, per via di un guasto al motore della sua monoposto, non partecipa al gran premio. Non un buon weekend a Melbourne, dove colleziona invece la quindicesima posizione. Nel Gran Premio dell'Emilia-Romagna, gara di casa per il team AlphaTauri, Tsunoda ottiene un'ottima posizione chiudendo settimo. Dopo un risultato negativo a Miami torna a punti nel Gran Premio di Spagna, arrivando decimo. Nelle successive quattro gare non riesce a conquistare nessun altro punto, finendo anche a contatto con il compagno di squadra Pierre Gasly durante il Gran Premio di Gran Bretagna.
Il 22 settembre viene annunciato il suo rinnovo con la scuderia di Faenza per la stagione 2023. Dopo un lungo digiuno durato ben 12 gare, Tsunoda torna a punti negli Stati Uniti, arrivando decimo.

##### 2023
Confermato dal team per la stagione 2023, viene affiancato dal campione di Formula E Nyck de Vries. Nei primi due Gran Premi della stagione Tsunoda sfiora la zona punti, arrivando undicesimo. Conquista il suo primo punto in stagione nel Gran Premio d'Australia, chiuso al decimo posto. Bissa il risultato nel Gran Premio d'Azerbaigian, dopo essere partito dall'ottavo posto in griglia. Nel Gran Premio di Spagna Tsunoda taglia il traguardo in nona posizione, ma viene retrocesso al dodicesimo posto a causa di una penalità inflittagli per una sua scorrettezza ai danni di Guanyu Zhou. Dal Gran Premio d'Ungheria cambia il suo compagno di team, de Vries viene sostituito da Ricciardo. Dopo altre quattro gare chiuse fuori dalla zona punti, Tsunoda conquista il terzo decimo posto stagionale in Belgio.
Prima delle qualifiche del Gran Premio del Giappone, Tsunoda viene confermato per la stagione 2024 insieme a Daniel Ricciardo. Ottiene il miglior risultato in stagione nel Gran Premio degli Stati Uniti d'America, ad Austin, dove viene promosso in ottava posizione grazie alle squalifiche di Charles Leclerc e Lewis Hamilton, facendo anche segnare il giro più veloce in gara per la prima volta in carriera. Chiude la stagione al quattordicesimo posto con diciassette punti conquistati.

##### 2024
Per la stagione 2024 il team di Faenza viene rinominato in Racing Bulls F1 Team e per questioni di sponsor viene scritta al campionato come Visa Cash App RB F1 Team. Tsunoda rimane al suo posto al fianco di Daniel Ricciardo. Già ad inizio stagione si dimostra più veloce sia in qualifica e in gara rispetto al suo compagno di team, nel terzo Gran Premio stagionale in Australia riesce ad arrivare a punti chiudendo settimo. Chiude a punti anche nel Gran Premio di casa dove arriva decimo. Dopo il ritiro in Cina, Yuki compie un ottimo weekend nel Gran Premio di Miami dove riesce ad andare a punti sia nella Sprint e nella gara di domenica. Anche nei due Gran Premi successivi, a Imola e Monaco riesce a chiudere a punti arriva rispettivamente decimo e ottavo.
Grazie agli ottimi risultati ottenuti il pilota nipponico viene confermato dal team di Faenza anche per la stagione 2025.
Dopo tre gare di digiuno trova due appuntamenti a punti consecutivi con un decimo posto in Gran Bretagna ed un nono posto in Ungheria. Successivamente non riesce a marcare punti per le successive sette gare quando poi in Brasile arriva settimo (dopo aver raggiunto il suo miglior risultato in qualifica partendo terzo) mentre nella gara successiva è nono a Las Vegas.
A fine stagione prende parte ai test post stagioni sul circuito di Yas Marina guidando per la Red Bull.

#### Red Bull (2025-)

##### 2025
Inizia la stagione 2025 al volante della Racing Bulls VCARB 02, con Isack Hadjar come nuovo compagno di scuderia. Ma dopo solo due gare, il 27 marzo viene annunciato il suo passaggio alla Red Bull in sostituzione di Liam Lawson, che fa il percorso inverso.

## Risultati

### Riepilogo
| Stagione | Campionato           | Team                        | Gare | Vittorie | Pole | Gpv | Podi | Punti | Pos. |
| -------- | -------------------- | --------------------------- | ---- | -------- | ---- | --- | ---- | ----- | ---- |
| 2016     | Formula 4 giapponese | Sutekina Racing Team        | 2    | 0        | 0    | 0   | 2    | 30    | 16º  |
| 2017     | Formula 4 giapponese | Honda Formula Dream Project | 14   | 3        | 4    | 1   | 6    | 173   | 3º   |
| 2018     | Formula 4 giapponese | Honda Formula Dream Project | 14   | 7        | 8    | 4   | 11   | 245   | 1º   |
| 2019     | Formula 3            | Jenzer Motorsport           | 16   | 1        | 0    | 1   | 3    | 67    | 9º   |
| 2019     | Euroformula Open     | Motopark                    | 14   | 1        | 0    | 3   | 6    | 151   | 4º   |
| 2019     | Gran Premio di Macao | Hitech Grand Prix           | 1    | 0        | 0    | 0   | 0    | N/A   | 11º  |
| 2020     | Toyota Racing Series | M2 Competition              | 16   | 1        | 0    | 0   | 3    | 257   | 4º   |
| 2020     | Formula 2            | Carlin                      | 24   | 3        | 4    | 3   | 7    | 200   | 3º   |
| 2021     | Formula 1            | AlphaTauri                  | 21   | 0        | 0    | 0   | 0    | 32    | 14º  |
| 2022     | Formula 1            | AlphaTauri                  | 21   | 0        | 0    | 0   | 0    | 12    | 17º  |
| 2023     | Formula 1            | AlphaTauri                  | 21   | 0        | 0    | 1   | 0    | 17    | 14º  |
| 2024     | Formula 1            | RB                          | 24   | 0        | 0    | 0   | 0    | 30    | 12º  |
| 2025     | Formula 1            | Racing Bulls / Red Bull     | 14   | 0        | 0    | 0   | 0    | 10*   |      |

### Risultati in Euroformula Open
(legenda) (Le gare in grassetto indicano la pole position) (Le gare in corsivo indicano Gpv)
| Stagione | Team          | 1   | 2   | 3   | 4   | 5   | 6   | 7   | 8   | 9   | 10  | 11  | 12  | 13  | 14  | 15  | 16  | 17  | 18  | Punti | Pos. |
| -------- | ------------- | --- | --- | --- | --- | --- | --- | --- | --- | --- | --- | --- | --- | --- | --- | --- | --- | --- | --- | ----- | ---- |
| 2019     | Team Motopark | LEC | LEC | PAU | PAU | HOC | HOC | SPA | SPA | HUN | HUN | RBR | RBR | SIL | SIL | CAT | CAT | MNZ | MNZ | 151   | 4º   |
| 2019     | Team Motopark | 2   | 6   | Rit | 3   | 4   | 1   | 2   | Rit | 4   | 11  |     |     |     |     | 11  | 7   | 3   | 2   | 151   | 4º   |

### Risultati in Formula 3
(legenda) (Le gare in grassetto indicano la pole position) (Le gare in corsivo indicano Gpv)
| Stagione | Team              | 1   | 2   | 3   | 4   | 5   | 6   | 7   | 8   | 9   | 10  | 11  | 12  | 13  | 14  | 15  | 16  | Punti | Pos. |
| -------- | ----------------- | --- | --- | --- | --- | --- | --- | --- | --- | --- | --- | --- | --- | --- | --- | --- | --- | ----- | ---- |
| 2019     | Jenzer Motorsport | CAT | CAT | LEC | LEC | RBR | RBR | SIL | SIL | HUN | HUN | SPA | SPA | MNZ | MNZ | SOC | SOC | 67    | 9º   |
| 2019     | Jenzer Motorsport | 10  | 9   | 7   | 9   | 16  | 11  | 14  | 7   | 9   | 6   | 6   | 2   | 3   | 1   | 12  | 25* | 67    | 9º   |

### Risultati in Formula 2
(legenda) (Le gare in grassetto indicano la pole position) (Le gare in corsivo indicano Gpv)
| Stagione | Team              | 1   | 2   | 3   | 4   | 5   | 6   | 7    | 8    | 9    | 10   | 11  | 12  | 13  | 14  | 15  | 16  | 17  | 18  | 19  | 20  | 21   | 22   | 23   | 24   | Punti | Pos. |
| -------- | ----------------- | --- | --- | --- | --- | --- | --- | ---- | ---- | ---- | ---- | --- | --- | --- | --- | --- | --- | --- | --- | --- | --- | ---- | ---- | ---- | ---- | ----- | ---- |
| 2020     | Carlin Motorsport | RBR | RBR | RBR | RBR | HUN | HUN | SIL1 | SIL1 | SIL2 | SIL2 | CAT | CAT | SPA | SPA | MNZ | MNZ | MUG | MUG | SOC | SOC | SAK1 | SAK1 | SAK2 | SAK2 | 200   | 3º   |
| 2020     | Carlin Motorsport | 18  | 11  | 2   | Rit | 16  | 18  | 3    | Rit  | 6    | 1    | 4   | 4   | 1   | 9   | 4   | 20  | 16  | 19  | 2   | 6   | 6    | 15   | 1    | 2    | 200   | 3º   |

### Risultati in Formula 1
| 2021 | Scuderia   | Vettura |   |    |    |     |    |   |    |    |    |    |   |    |     |    |    |    |   |     |    |    |    |   |  |  | Punti | Pos. |
| ---- | ---------- | ------- | - | -- | -- | --- | -- | - | -- | -- | -- | -- | - | -- | --- | -- | -- | -- | - | --- | -- | -- | -- | - |  |  | ----- | ---- |
| 2021 | AlphaTauri | AT02    | 9 | 12 | 15 | Rit | 16 | 7 | 13 | 10 | 12 | 10 | 6 | 15 | Rit | NP | 17 | 14 | 9 | Rit | 16 | 13 | 14 | 4 |  |  | 32    | 14º  |

| 2022 | Scuderia   | Vettura |   |    |    |   |    |    |    |    |     |    |    |     |    |    |     |    |     |    |    |     |    |    |  |  | Punti | Pos. |
| ---- | ---------- | ------- | - | -- | -- | - | -- | -- | -- | -- | --- | -- | -- | --- | -- | -- | --- | -- | --- | -- | -- | --- | -- | -- |  |  | ----- | ---- |
| 2022 | AlphaTauri | AT03    | 8 | NP | 15 | 7 | 12 | 10 | 17 | 13 | Rit | 14 | 16 | Rit | 19 | 13 | Rit | 14 | Rit | 13 | 10 | Rit | 17 | 11 |  |  | 12    | 17º  |

| 2023 | Scuderia   | Vettura |    |    |    |    |    |    |    |    |    |    |    |    |    |    |     |    |    |   |    |    |     |   |  |  | Punti | Pos. |
| ---- | ---------- | ------- | -- | -- | -- | -- | -- | -- | -- | -- | -- | -- | -- | -- | -- | -- | --- | -- | -- | - | -- | -- | --- | - |  |  | ----- | ---- |
| 2023 | AlphaTauri | AT04    | 11 | 11 | 10 | 10 | 11 | 15 | 12 | 14 | 19 | 16 | 15 | 10 | 15 | NP | Rit | 12 | 15 | 8 | 12 | 96 | Rit | 8 |  |  | 17    | 14º  |

| 2024 | Scuderia | Vettura  |    |    |   |    |     |    |    |   |    |    |    |    |   |    |    |     |     |    |    |     |   |   |    |    | Punti | Pos. |
| ---- | -------- | -------- | -- | -- | - | -- | --- | -- | -- | - | -- | -- | -- | -- | - | -- | -- | --- | --- | -- | -- | --- | - | - | -- | -- | ----- | ---- |
| 2024 | RB       | VCARB 01 | 14 | 15 | 7 | 10 | Rit | 78 | 10 | 8 | 14 | 19 | 14 | 10 | 9 | 16 | 17 | Rit | Rit | 12 | 14 | Rit | 7 | 9 | 13 | 12 | 30    | 12º  |

| 2025 | Scuderia              | Vettura       |    |     |    |   |     |     |    |    |    |    |    |    |    |    |  |  |  |  |  |  |  |  |  |  | Punti | Pos. |
| ---- | --------------------- | ------------- | -- | --- | -- | - | --- | --- | -- | -- | -- | -- | -- | -- | -- | -- |  |  |  |  |  |  |  |  |  |  | ----- | ---- |
| 2025 | Racing Bulls Red Bull | VCARB 02 RB21 | 12 | 166 | 12 | 9 | Rit | 106 | 10 | 17 | 13 | 12 | 16 | 15 | 13 | 17 |  |  |  |  |  |  |  |  |  |  | 10    |      |

| Legenda | 1º posto     | 2º posto | 3º posto    | A punti         | Senza punti/Non class.  | Grassetto – Pole position Corsivo – Giro più veloce Apice – Risultato Sprint (A punti) |
| Legenda | Squalificato | Ritirato | Non partito | Non qualificato | Solo prove/Terzo pilota | Grassetto – Pole position Corsivo – Giro più veloce Apice – Risultato Sprint (A punti) |

### Annotazioni
1. ↑  Dal Gran Premio del Giappone.

### Fonti
1. ↑   Yuki Tsunoda al posto di Lawson dal GP del Giappone, su www.theshieldofsports.news, 27 marzo 2025. URL consultato il 27 marzo 2025.
2. ↑   Yuki Tsunoda, su Red Bull Junior Team. URL consultato il 25 luglio 2020.
3. ↑  (EN) The young Japanese driver stepping up to Formula 3 with the Red Bull Junior Team., su redbull.com. URL consultato il 25 luglio 2020.
4. ↑   Monza - Gara 2,La prima di Tsunoda, su italiaracing.net, 8 settembre 2019. URL consultato il 10 marzo 2021.
5. ↑   Marcus Simmons, Motopark, Red Bull juniors to Euroformula Open after FEM collapse, in Autosport, Motorsport Network, 2 aprile 2019. URL consultato il 25 luglio 2020.
6. ↑   Hockenheim gara 2,Con Tsunoda è bis giapponese, su italiaracing.net, 26 maggio 2019. URL consultato il 10 marzo 2021.
7. ↑  (EN) Honda 2020 Motorsports Program Overview, su global.honda, 10 gennaio 2020. URL consultato il 25 luglio 2020.
8. ↑   Tsunoda in pole davanti a Zhou. Ghiotto buon quarto, Mick Schumacher 9°, su gazzetta.it, 10 luglio 2020. URL consultato il 7 marzo 2021.
9. ↑   SILVERSTONE, GARA-2: VITTORIA ROCAMBOLESCA PER TSUNODA, su livegp.it, 9 agosto 2020. URL consultato il 7 marzo 2021.
10. ↑   SPA, FEATURE RACE: TSUNODA VINCE DAVANTI A MAZEPIN, su livegp.it, 29 agosto. URL consultato il 7 marzo 2021.
11. ↑   SAKHIR, GARA-1: TSUNODA TORNA ALLA VITTORIA, SCHUMACHER LIMITA I DANNI, su livegp.it, 5 dicembre 2020. URL consultato il 7 marzo 2021.
12. ↑   Tsunoda Rookie dell'anno, su formulapassion.it, 6 dicembre 2020.
13. ↑   Test Abu Dhabi 2020, i piloti in pista, su formulapassion.it, 14 dicembre 2020. URL consultato il 15 aprile 2021.
14. ↑  (EN) Tsunoda to make F1 racing debut with AlphaTauri in 2021, in place of Kvyat, su formula1.com, 16 dicembre 2020. URL consultato il 16 dicembre 2020.
15. ↑   Yuki Tsunoda all'Alpha Tauri dal 2021: chi è il nuovo pilota giapponese che correrà in F1, su sport.sky.it, 16 dicembre 2020. URL consultato il 16 dicembre 2020.
16. ↑   Tsunoda raccoglie l’eredità di Button, su formulapassion.it, 17 dicembre 2020. URL consultato il 2 marzo 2021.
17. ↑   Tsunoda comincia alla grande: il mondo della F1 già entusiasta, su italiaracing.net, 31 marzo 2021. URL consultato il 3 aprile 2021.
18. ↑   Formula 1, GP Emilia Romagna: Tsunoda, incidente nel Q1 delle qualifiche, su sport.sky.it, 17 aprile 2021. URL consultato il 23 aprile 2021.
19. ↑   AlphaTauri, Yuki Tsunoda ritirato: “Non so cosa sia successo”, su f1grandprix.motorionline.com. URL consultato l'11 maggio 2021.
20. ↑   Roberto Chinchero, AlphaTauri: Tsunoda si trasferisce in Italia sotto tutela di Tost, su ch-it.motorsport.com, 30 maggio 2021. URL consultato il 1º giugno 2021.
21. ↑   Alpha Tauri: Gasly quinto e Tsunoda sesto in Ungheria dopo la squalifica di Vettel, su ravennawebtv.it, 2 agosto 2021. URL consultato il 19 dicembre 2021.
22. ↑   Francesco Corghi, AlphaTauri conferma Gasly e Tsunoda per la F1 2022, su it.motorsport.com, 7 settembre 2021. URL consultato il 28 settembre 2021.
23. ↑   Marco Di Marco, Tsunoda: "La difesa su Lewis? Per aiutare Max e la Honda", su it.motorsport.com, 12 ottobre 2021. URL consultato il 19 dicembre 2021.
24. ↑   Tommaso Corona, F1: Tsunoda 9° ad Austin regala un sorriso ad Alpha Tauri, ritirato Gasly, su autotecnica.org, 25 ottobre 2021. URL consultato il 19 dicembre 2021.
25. ↑   Valentino Lui, F1,GP Abu Dhabi 2021: la gara di Yuki Tsunoda (AlphaTauri), quarto, su p300.it, 16 dicembre 2021. URL consultato il 19 dicembre 2021.
26. ↑   Peppe Marino, Tsunoda salva la gara dell’AlphaTauri: ottavo posto in Bahrain, su f1grandprix.motorionline.com, 20 marzo 2022. URL consultato il 27 marzo 2022.
27. ↑   AlphaTauri KO: Tsunoda non correrà al GP di Arabia Saudita, su it.motorsport.com.
28. ↑   GP Australia 2022 - Tsunoda: non mi aspettavo andasse così male, su p300.it.
29. ↑   Gp Imola, la scuderia faentina Alpha Tauri settima con Tsunoda e 12esima con Gasly, su ravennaedintorni.it, 24 aprile 2022. URL consultato il 24 aprile 2022.
30. ↑   Marika Laselva, AlphaTauri, Yuki Tsunoda: “Lottare per i punti è un gran passo avanti, su f1grandprix.motorionline.com, 22 maggio 2022. URL consultato il 22 maggio 2022.
31. ↑   Franco Nugnes, AlphaTauri conferma Tsunoda e scommette ancora sul nipponico, su it.motorsport.com, 22 settembre 2022. URL consultato il 22 settembre 2022.
32. ↑   Alessandro Bucci, Faenza. Scuderia AlphaTauri delude ma trova in Yuki Tsunoda il “nuovo” capitano, su ravennanotizie.it, 21 marzo 2023. URL consultato il 2 aprile 2023.
33. ↑   Alessandro Passanti, F1, Yuki Tsunoda: “Prima top10 della stagione, un risultato importante”, su oasport.it, 2 aprile 2023. URL consultato il 2 aprile 2023.
34. ↑   Chiara Zambelli, Ufficiale: de Vries licenziato da AlphaTauri con effetto immediato, al suo posto Ricciardo, su www.rossomotori.it, 11 luglio 2023. URL consultato l'11 luglio 2023.
35. ↑   Giacomo Rauli, AlphaTauri: Tsunoda e Ricciardo confermati per il 2024, su it.motorsport.com, 23 settembre 2023. URL consultato il 23 settembre 2023.
36. ↑   Martina Milia, Austin, il giro veloce di Tsunoda rispolvera una statistica storica, su rossomotori.it, 25 ottobre 2023.
37. ↑   Giacomo Lago, GP Australia, Marko elogia Tsunoda: “Ha guidato in modo eccellente”, su rossomotori.it, 24 marzo 2024.
38. ↑   Giacomo Rauli, Yuki Tsunoda rinnova con Racing Bulls per il 2025, su it.motorsport.com, 8 giugno 2024.
39. ↑   Alessandro Prada, Test post-stagionali 2024: tutti i piloti in pista ad Abu Dhabi, su formulapassion.it, 9 dicembre 2024.
40. ↑  (EN) Oracle Red Bull Racing, su Oracle Red Bull Racing. URL consultato il 27 marzo 2025.